# Бідний Дмитро Іванович
Дмитро Іванович Бідний (нар. 16 грудня 1977, м. Тернопіль) — український спортсмен (настільний теніс). Майстер спорту міжнародного класу (2001).

## Життєпис
Закінчив Тернопільську державну медичну академію (2001, нині національний державний університет).
Від 1999 — член національної збірної команди України з настільного тенісу (інваспорт). Абсолютний чемпіон світу з настільного тенісу (2001).
Від 2001 — працює лікарем обласної клінічної психоневрологічної лікарні.